# Влап, Михел
Михел Влап (нидерл. Michel Vlap; родился 2 июня 1997, Снек, Нидерланды) — нидерландский футболист, полузащитник катарского клуба «Аль-Ахли».

## Клубная карьера
Влап — воспитанник футбольной академии клуба «Херенвен». 27 ноября 2016 года в матче против амстердамского «Аякса» он дебютировал в Эредивизи.
10 августа 2021 года перешёл на правах аренды в «Твенте». 4 июля 2022 года подписал полноценный контракт с «Твенте» до 2025 года.
Летом 2025 года стал игроком катарского клуба «Аль-Ахли».

## Международная карьера
В 2015 году Влап в составе юношеской сборной Нидерландов принял участие в юношеском чемпионате Европы в Греции. На турнире он сыграл в матче против команды Германии.
В 2016 года Михел во второй раз принял участие в юношеском чемпионате Европы в Германии. На турнире он сыграл в матчах против Германии и Хорватии.